# Kilnaughton Bay
Die Kilnaughton Bay ist eine kleine Bucht an der Südküste der schottischen Hebrideninsel Islay. Sie befindet sich etwa zwei Kilometer westlich des Fährhafens Port Ellen. Mittig mündet ein kleiner Bach, der Cornabus Burn, ein, der wenige Kilometer weiter westlich aus Loch Muchairt abfließt. Die Straße von Port Ellen nach Kilnaughton führt teilweise entlang der Kilnaughton Bay. Der Name der Bucht leitet sich von der am Ufer befindlichen Kirche Cill Neachdain (Mechtans Kirche) ab. Die Bucht ist etwa 800 m breit und schneidet 250 m tief ins Land. Im Süden von Kilnaughton Bay liegt die Ortschaft Kilnaughton.
Entlang der Bucht existieren mehrere Höhlen. In einer vier Meter tiefen Höhle konnte eine langjährige Bewohnung festgestellt werden. So wurden verschiedene Schichten ausgehoben, in denen Bruchstücke von Tonwaren und Feuersteinwerkzeuge gefunden wurden. Letztmals war die Höhle 1945 bewohnt. In den umliegenden Höhlen wurden keine Hinweise auf Bewohnung festgestellt.